# کامریک
کامریک (به هلندی: Mijzijde) یک منطقهٔ مسکونی در هلند است که در ووردن واقع شده‌است. کامریک ۱۶۰ نفر جمعیت دارد.